# Acianthera krahnii
Acianthera krahnii är en orkidéart som beskrevs av Carlyle August Luer och Vásquez. Acianthera krahnii ingår i släktet Acianthera och familjen orkidéer.
Artens utbredningsområde är Bolivia. Inga underarter finns listade i Catalogue of Life.